# Asterophrys leucopus
Az Asterophrys leucopus a szűkszájúbéka-félék családjába és az Asterophrys nembe tartozó kétéltűfaj. Pápua Új-Guinea trópusi és szubtrópusi őserdeiben él, főleg hegyvidéki területen. 1994-ben írták le a fajt. Nem sokat tud róla a tudományos világ, így nem lehet tudni azt sem, hogy mekkora az egyedszáma.